# Acrosina
La acrosina es una enzima digestiva que actúa como una proteasa. En humanos, la acrosina está codificada por el gen ACR. La acrosina se libera del acrosoma de los espermatozoides como consecuencia de la reacción del acrosoma. Ayuda en la penetración de la Zona Pelúcida. 

## Mecanismo de la enzima
La acrosina es una serina proteinasa típica con especificidad similar a la tripsina.

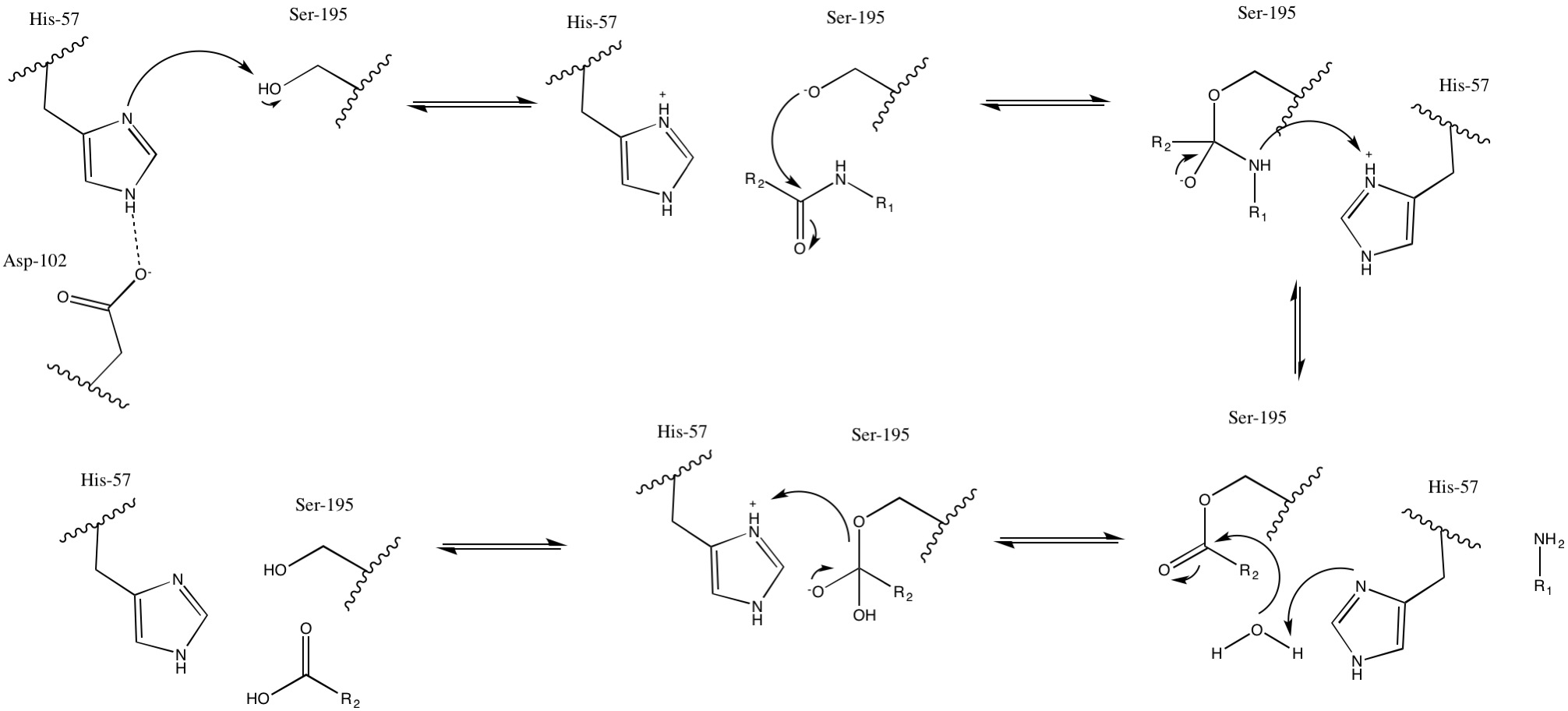
Mecanismo catalítico de acrosina

La reacción procede de acuerdo con el mecanismo habitual de serina proteasa. Primero, His-57 desprotona Ser-195, lo que le permite servir como nucleófilo. El Ser-195 desprotonado reacciona luego con el carbono carbonílico de un péptido, formando un intermedio tetraédrico. El intermedio tetraédrico entonces colapsa, lo que resulta en un grupo lábil H2NR1, que se protona por medio de su-57. Finalmente, His-57 desprotona una molécula de agua, que luego puede servir como nucleófilo al reaccionar de manera similar con el carbono carbonílico. El colapso del intermedio tetraédrico da como resultado un grupo saliente Ser-195, que es protonado a través de His-57, dando como resultado que todos los residuos vuelvan a su estado precatalítico, y un ácido carboxílico donde previamente había un enlace peptídico. 

## Función biológica
La acrosina es la principal proteinasa presente en el acrosoma de los espermatozoides maduros. Se almacena en el acrosoma en su forma precursora, la proacrosina. Tras el estímulo, el acrosoma libera su contenido en la zona pelúcida. Después de que ocurre esta reacción, la forma zimógena de la proteasa se procesa en su forma activa, β-acrosina. La enzima activa funciona en la lisis de la zona pelúcida, lo que facilita la penetración de los espermatozoides a través de las capas de glucoproteína más internas del óvulo.
La importancia de la acrosina en la reacción del acrosoma ha sido cuestionada. Se ha descubierto a través de experimentos genéticos que los espermatozoides de ratón que carecen de β-acrosina (la proteasa activa) todavía tienen la capacidad de penetrar en la zona pelúcida. Por lo tanto, algunos abogan por su papel en ayudar a la dispersión del contenido acrosómico después de la reacción del acrosoma, mientras que otros demuestran evidencia de su papel como una proteína de unión secundaria entre los espermatozoides y la zona pelúcida. Según la hipótesis de la proteína de unión secundaria, la acrosina podría desempeñar un papel en la unión de moléculas en la zona pelúcida, uniendo los espermatozoides al huevo. Este "anclaje" aseguraría la penetración debido a la fuerza móvil aplicada de los espermatozoides.
Se ha encontrado que la regulación de la acrosina se produce a través del inhibidor de la proteína C (PCI). PCI está presente en el tracto reproductor masculino en concentraciones 40 veces más altas que en el plasma sanguíneo. Se ha demostrado que PCI inhibe la actividad proteolítica de la acrosina. Por lo tanto, se ha hipotetizado que PCI tiene un papel protector: si las enzimas acrosómicas se liberan prematuramente, o si los espermatozoides se degeneraron dentro del tracto reproductor masculino, las altas concentraciones de PCI inhibirían que la acrosina inflija daño proteolítico en los tejidos cercanos.

## Estructura
La β-acrosina demuestra un alto grado de identidad de secuencia (70-80%) entre las isoformas de jabalí, toro, rata, cobaya, ratón y humano. Existe una identidad de secuencia algo similar (27-35%) entre la β-acrosina y otras serina proteasas como la tripsina y la quimotripsina. Si bien la mayoría de las serina proteasas se activan a través de un evento de escisión, la proacrosina requiere procesamiento en los dominios N y C-terminal. La proacrosina se escinde primero entre Arg-22 y la Valina adyacente para crear una cadena ligera de 22 residuos, y una proteasa activa denominada α-acrosina. Esta cadena ligera permanece asociada con la cadena pesada, reticulada a través de dos enlaces disulfuro para formar un heterodímero. Después de estos eventos de escisión N-terminal, tres divisiones en el dominio C-terminal eliminan 70 residuos, produciendo β-acrosina. La acrosina tiene dos sitios que se han identificado como posibles sitios de N-glicosilación: Asn-2 y Asn-169. 

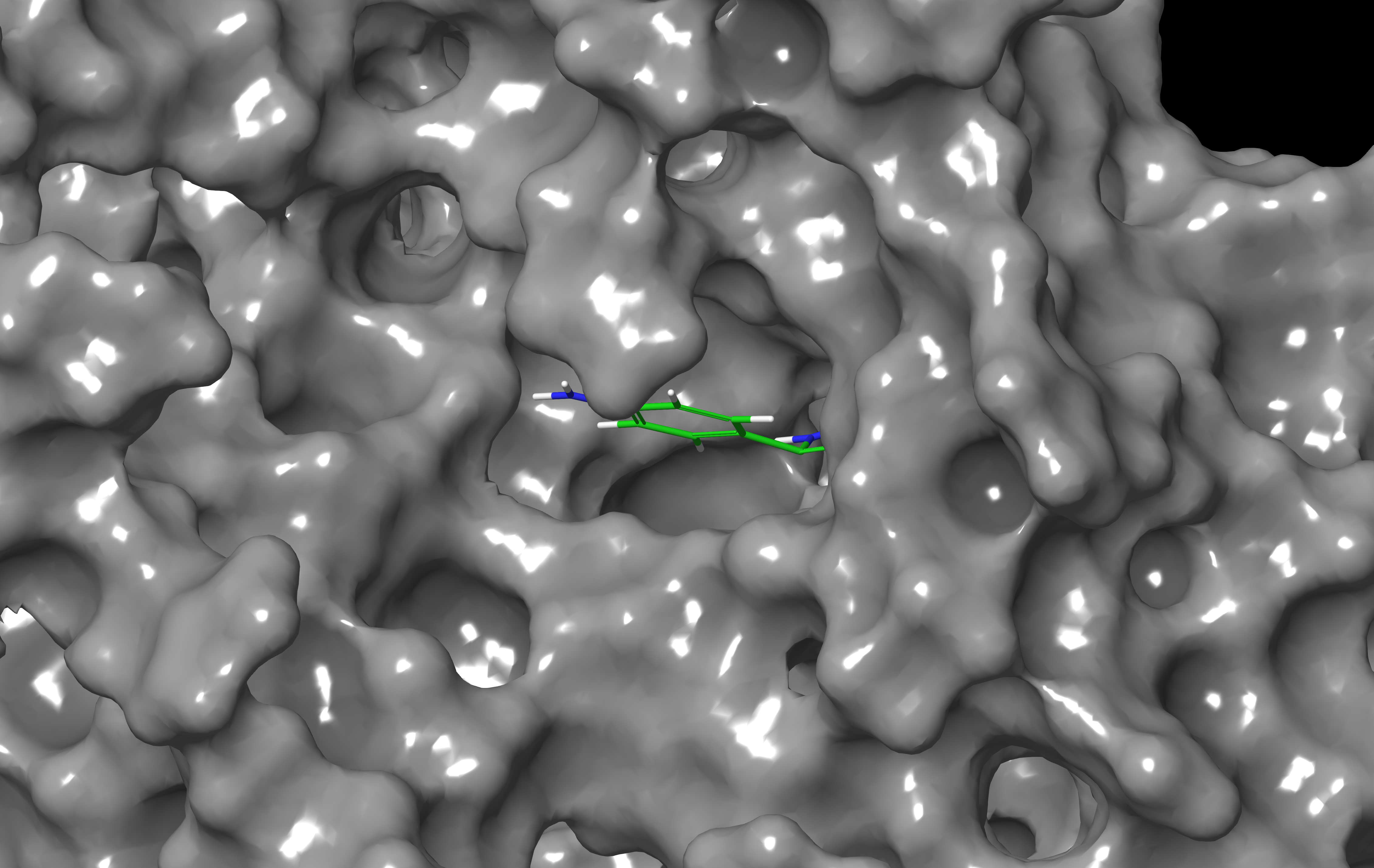
Contorno de la superficie del sitio activo de acrosina, que se muestra con el inhibidor competitivo benzamidina. El residuo del "guardián de puerta" Trp-215 se muestra ocluyendo parcialmente la entrada "superior" (como se muestra aquí) a la cavidad de unión.

La tríada catalítica consiste en los residuos His-57, Asp-102 y Ser-195. Estos residuos se encuentran en un bolsillo de unión que se ha denominado bolsillo "S1", de acuerdo con el esquema de denominación que se ha adoptado para otras proteasas. El bolsillo S1 regula la especificidad de la acrosina para los sustratos Arg y Lys, con un Trp-215 conservado que sirve como un residuo "guardián" para la entrada del sitio de unión. 

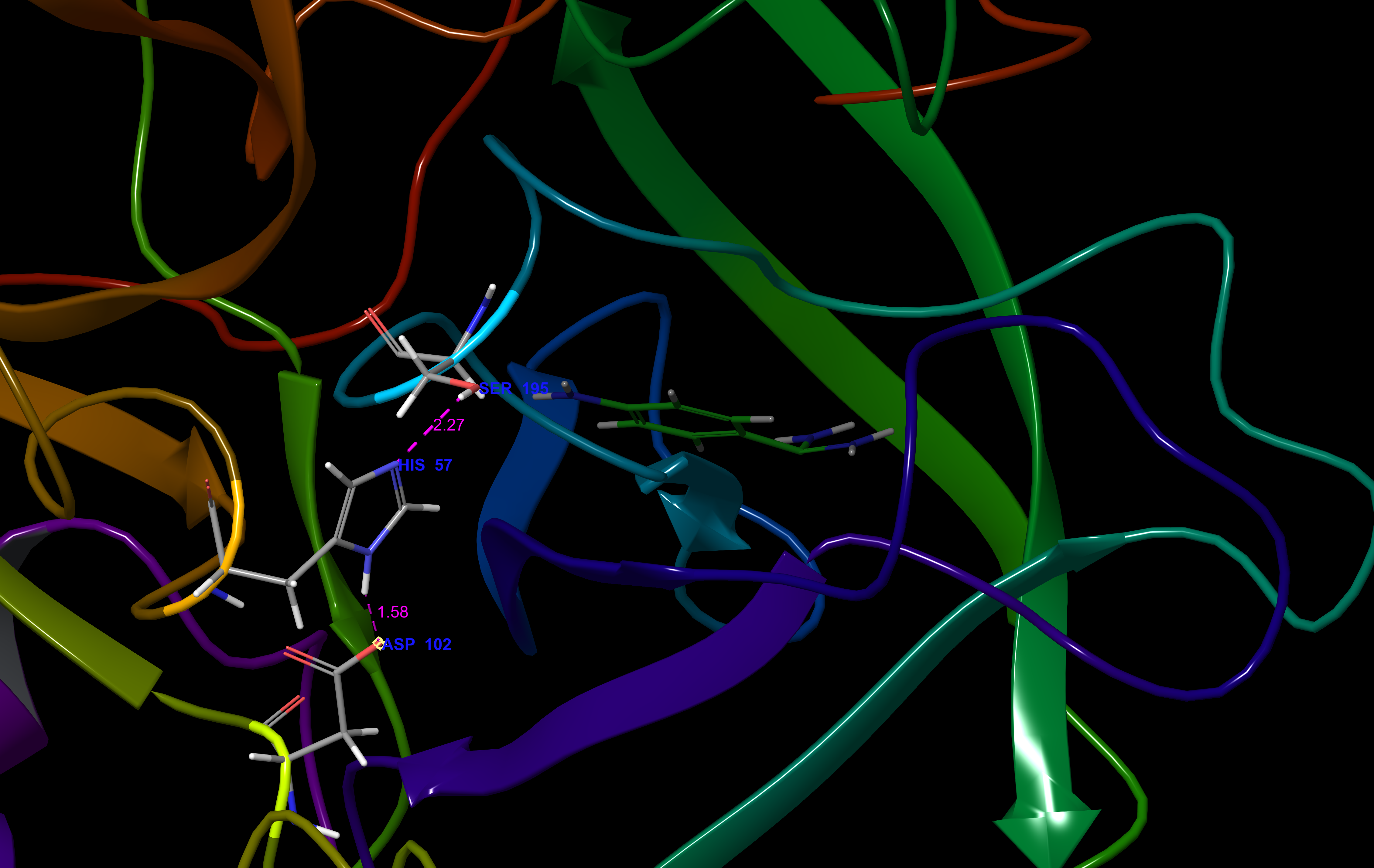
Residuos del sitio activo de acrosina, que se muestran con el inhibidor competitivo benzamidina.

Un elemento estructural importante de la β-acrosina es un parche altamente cargado (formado a través de aminoácidos y modificaciones postraduccionales) en su región superficial, que se ha denominado el "exosito de unión a aniones". Este sitio consiste en un área de exceso de carga positiva, que según la hipótesis es importante en la unión a la matriz de la zona pelúcida, una región altamente glucosilada y sulfatada con exceso de carga negativa. Esta característica estructural es consistente con la hipótesis de la proteína de unión secundaria, ya que las interacciones carga-carga estabilizarían un complejo de "anclaje" de proteína-zona pelúcida. Más coherente con esta hipótesis estructural es el conocimiento de que se ha descubierto que la suramina, un fármaco polisulfatado (con una carga negativa correspondiente sustancial) inhibe la unión de la zona pelúcida de la esperma.

## Enfermedad y relevancia farmacéutica
Mientras que un estudio que utilizó modelos de ratones indicó que la acrosina no es un componente necesario de la penetración de la zona pelúcida, otros estudios en humanos han demostrado una asociación entre la baja actividad de la proteinasa acrosómica y la infertilidad. Otros grupos de investigación han demostrado una correlación significativa entre la actividad de acrosina y la motilidad de los espermatozoides. En modelos de conejos, un dispositivo anticonceptivo intravaginal que secretaba sulfato sódico de tetradecilo, un inhibidor conocido de la acrosina y las hialuronidasas, tenía un efecto anticonceptivo completo. Aunque su mecanismo de acción exacto no está del todo claro, la acrosina podría servir como un nuevo objetivo para los anticonceptivos. La acrosina puede representarse como un objetivo farmacéuticamente único debido a su ubicación y alta especificidad celular. Por lo tanto, el desarrollo de inhibidores de la acrosina podría proporcionar la base de anticonceptivos masculinos seguros o reversibles, o anticonceptivos femeninos mediante el uso de dispositivos anticonceptivos intravaginales. 
Además, como las serina proteasas son importantes en la potenciación del VIH, la investigación ha encontrado que un inhibidor de la acrosina, el 4'-acetamidofenil 4-guanidinobenzoato, posee la capacidad de inhibir la infección por VIH en los linfocitos inoculados con virus. Esto sugiere el papel adicional de los inhibidores de acrosina como agentes potencialmente viables en la prevención de la transmisión del VIH. 

## Lectura adicional
- Elce JS, McIntyre EJ (Jan 1982). «Purification of bovine and human acrosin». Canadian Journal of Biochemistry 60 (1): 8-14. PMID 6802470. doi:10.1139/o82-002.
- Kimura K, Wakamatsu A, Suzuki Y, Ota T, Nishikawa T, Yamashita R, Yamamoto J, Sekine M, Tsuritani K, Wakaguri H, Ishii S, Sugiyama T, Saito K, Isono Y, Irie R, Kushida N, Yoneyama T, Otsuka R, Kanda K, Yokoi T, Kondo H, Wagatsuma M, Murakawa K, Ishida S, Ishibashi T, Takahashi-Fujii A, Tanase T, Nagai K, Kikuchi H, Nakai K, Isogai T, Sugano S (Jan 2006). «Diversification of transcriptional modulation: large-scale identification and characterization of putative alternative promoters of human genes». Genome Research 16 (1): 55-65. PMC 1356129. PMID 16344560. doi:10.1101/gr.4039406.
- Klemm U, Müller-Esterl W, Engel W (Oct 1991). «Acrosin, the peculiar sperm-specific serine protease». Human Genetics 87 (6): 635-41. PMID 1937464. doi:10.1007/bf00201716.
- Kim J, Bhinge AA, Morgan XC, Iyer VR (Jan 2005). «Mapping DNA-protein interactions in large genomes by sequence tag analysis of genomic enrichment». Nature Methods 2 (1): 47-53. PMID 15782160. doi:10.1038/nmeth726.
- Moreno RD, Hoshi M, Barros C (May 1999). «Functional interactions between sulphated polysaccharides and proacrosin: implications in sperm binding and digestion of zona pellucida». Zygote 7 (2): 105-11. PMID 10418103. doi:10.1017/S0967199499000453.
- Liu RZ, Lu YL, Xu ZG, Zuo WJ, Xin JL, Wang ZS (2003). «[The effect of semen antisperm antibody on human sperm acrosin activity]». Zhonghua Nan Ke Xue = National Journal of Andrology 9 (4): 252-3. PMID 12931362.
- Steven FS, Griffin MM, Chantler EN (Aug 1982). «Inhibition of human and bovine sperm acrosin by divalent metal ions. Possible role of zinc as a regulator of acrosin activity». International Journal of Andrology 5 (4): 401-12. PMID 6815104. doi:10.1111/j.1365-2605.1982.tb00270.x.
- Marí SI, Rawe V, Biancotti JC, Charreau EH, Dain L, Vazquez-Levin MH (Jun 2003). «Biochemical and molecular studies of the proacrosin/acrosin system in patients with unexplained infertility». Fertility and Sterility. 79 Suppl 3: 1676-9. PMID 12801583. doi:10.1016/s0015-0282(03)00372-8.
- Glogowski J, Demianowicz W, Piros B, Ciereszko A (Oct 1998). «Determination of acrosin activity of boar spermatozoa by the clinical method: optimization of the assay and changes during short-term storage of semen». Theriogenology 50 (6): 861-72. PMID 10734459. doi:10.1016/S0093-691X(98)00191-5.
- Furlong LI, Veaute C, Vazquez-Levin MH (Jun 2005). «Binding of recombinant human proacrosin/acrosin to zona pellucida glycoproteins. II. Participation of mannose residues in the interaction». Fertility and Sterility 83 (6): 1791-6. PMID 15950652. doi:10.1016/j.fertnstert.2004.12.043.
- Furlong LI, Harris JD, Vazquez-Levin MH (Jun 2005). «Binding of recombinant human proacrosin/acrosin to zona pellucida (ZP) glycoproteins. I. Studies with recombinant human ZPA, ZPB, and ZPC». Fertility and Sterility 83 (6): 1780-90. PMID 15950651. doi:10.1016/j.fertnstert.2004.12.042.
- Hartley JL, Temple GF, Brasch MA (Nov 2000). «DNA cloning using in vitro site-specific recombination». Genome Research 10 (11): 1788-95. PMC 310948. PMID 11076863. doi:10.1101/gr.143000.
- Collins JE, Wright CL, Edwards CA, Davis MP, Grinham JA, Cole CG, Goward ME, Aguado B, Mallya M, Mokrab Y, Huckle EJ, Beare DM, Dunham I (2004). «A genome annotation-driven approach to cloning the human ORFeome». Genome Biology 5 (10): R84. PMC 545604. PMID 15461802. doi:10.1186/gb-2004-5-10-r84.
- Dubé C, Leclerc P, Baba T, Reyes-Moreno C, Bailey JL (2005). «The proacrosin binding protein, sp32, is tyrosine phosphorylated during capacitation of pig sperm». Journal of Andrology 26 (4): 519-28. PMID 15955892. doi:10.2164/jandrol.04163.
- Zahn A, Furlong LI, Biancotti JC, Ghiringhelli PD, Marijn-Briggiler CI, Vazquez-Levin MH (Mar 2002). «Evaluation of the proacrosin/acrosin system and its mechanism of activation in human sperm extracts». Journal of Reproductive Immunology 54 (1–2): 43-63. PMID 11839395. doi:10.1016/S0165-0378(01)00080-8.
- Howes E, Pascall JC, Engel W, Jones R (Nov 2001). «Interactions between mouse ZP2 glycoprotein and proacrosin; a mechanism for secondary binding of sperm to the zona pellucida during fertilization». Journal of Cell Science 114 (Pt 22): 4127-36. PMID 11739644.
- Yudin AI, Vandevoort CA, Li MW, Overstreet JW (Jul 1999). «PH-20 but not acrosin is involved in sperm penetration of the macaque zona pellucida». Molecular Reproduction and Development 53 (3): 350-62. PMID 10369396. doi:10.1002/(SICI)1098-2795(199907)53:3<350::AID-MRD11>3.0.CO;2-9.